# Santo Domingo Tehuantepec
Santo Domingo Tehuantepec, conocida simplemente como Tehuantepec (ésta del náhuatl Tecuantepec, "en la colina de la fiera cruel / devoradora / venenosa / feroz"), es una ciudad del estado mexicano de Oaxaca, ubicada en el istmo de Tehuantepec. Es la cabecera del municipio homónimo.
Situada a los márgenes del río Tehuantepec (guigu roo guisíi, en zapoteco), la ciudad se encuentra a 100 m s. n. m., en una zona muy cálida, de escasa oscilación térmica a lo largo del año, 19 °C como mínima en el mes de enero y 37 °C como máxima en el mes más cálido. El río ha sido y sigue siendo el motor de la agricultura, a través de canales de riego. Los productos agrícolas se centran en ajonjolí, coco, plátano y mango. También hay ganadería vacuna y ovina. Las artesanías también son importante tradición, en especial la alfarería y los vestidos de tehuana.
Santo Domingo Tehuantepec, Salina Cruz y San Blas Atempa pertenecen a la zona metropolitana de Tehuantepec, con un total de 161 337 habitantes, y ocupan el puesto número 52 a nivel nacional.[cita requerida]

## Historia
En que la ciudad fue al principio un punto enclave para los zoques que llegaron a habitar por primera vez la zona siglos antes de que los aztecas la utilizarán a lo que servía de base en las rutas comerciales y militares del imperio hacia el Soconusco y Guatemala. Posteriormente los zapotecos, que fueron desplazados de los valles centrales de Oaxaca por invasiones mixtecas, buscaron expandirse en el Istmo, y se instalaron en las cercanías de Tehuantepec, donde entraron en conflicto con los aztecas. En Tehuantepec se fortificaron los zapotecos al mando de su rey Cosijoeza, e infligieron una gran derrota a las tropas aztecas. Aunque, según evidencias arqueológicas recientes, se ha determinado que posiblemente Tehuantepec haya sido habitado desde mucho antes por zapotecas, y no por huaves y mixes, como también se maneja entre los historiadores.

Tehuantepec se consolidó como un asentamiento zapoteco cuando ocurrió la conquista del imperio azteca por los españoles. En los tiempos coloniales se levantaron edificios de arquitectura española, como el templo de la Natividad, y se dotó a la ciudad de un obispado. Todavía  se conserva el carácter colonial de buena parte de la ciudad, con sus estrechas calles, cerros, y casas de teja roja.

Tehuantepec es considerada por los Istmeños como la piedra angular de la cultura zapoteca en el Istmo, de donde se desprenden las costumbres y tradiciones de los zapotecas de esta región, sus fiestas más importantes son las mayordomías, consideradas como las más antiguas del Istmo oaxaqueño.

## Rebelión indígena de 1660
Durante la época colonial, en la entonces Villa de Guadalcazar, nombre que se le dio a Tehuantepec para cristianizarla, se llevó a cabo una de las grandes rebeliones indígenas de México cuando, siendo alcalde mayor el español Juan de Avelláno, elevó tanto la cantidad de tributos como tequios que debían dar los indios tehuanos, así como mayores castigos. El 21 de marzo de 1660, después de la muerte del representante de Tequisistlán, por azotes al no cumplir con los tributos, y cansados de tantos abusos, los indios se quejaron con Don Juan, quien los ignoró y mandó azotar a algunos de los quejosos, hecho que desató la furia de hombres y mujeres que, al siguiente día, se sublevaron y prendieron fuego a las casas reales. Don Juan intentó huir hacia el convento, pero fue muerto a pedradas por la multitud enfurecida. El pueblo eligió a sus gobernantes y nombró a Marcos de Figueroa, descendiente directo del antiguo rey Cosijopi primer y único rey de Tehuantepec y el Istmo oaxaqueño, un año duró este gobierno indígena, antes de que los indios, a través de los frailes, entregaran el poder al oidor Juan Francisco de Montemayor Córdoba y Cuenca, quien les hizo creer que velaría por ellos. Sin embargo mandó a apresar a todos los líderes. Jerónimo Flores, quien fungió como alcalde de la república de indios de Tehuantepec, fue degollado y su cadáver partido en cuatro pedazos y puesto a la entrada de los caminos; otros, como Fabián Mendoza y Lázaro Mis, también fueron castigados.

## Clima
| Parámetros climáticos promedio de Tehuantepec, Oaxaca | Parámetros climáticos promedio de Tehuantepec, Oaxaca | Parámetros climáticos promedio de Tehuantepec, Oaxaca | Parámetros climáticos promedio de Tehuantepec, Oaxaca | Parámetros climáticos promedio de Tehuantepec, Oaxaca | Parámetros climáticos promedio de Tehuantepec, Oaxaca | Parámetros climáticos promedio de Tehuantepec, Oaxaca | Parámetros climáticos promedio de Tehuantepec, Oaxaca | Parámetros climáticos promedio de Tehuantepec, Oaxaca | Parámetros climáticos promedio de Tehuantepec, Oaxaca | Parámetros climáticos promedio de Tehuantepec, Oaxaca | Parámetros climáticos promedio de Tehuantepec, Oaxaca | Parámetros climáticos promedio de Tehuantepec, Oaxaca | Parámetros climáticos promedio de Tehuantepec, Oaxaca |
| Mes                                                   | Ene.                                                  | Feb.                                                  | Mar.                                                  | Abr.                                                  | May.                                                  | Jun.                                                  | Jul.                                                  | Ago.                                                  | Sep.                                                  | Oct.                                                  | Nov.                                                  | Dic.                                                  | Anual                                                 |
| ----------------------------------------------------- | ----------------------------------------------------- | ----------------------------------------------------- | ----------------------------------------------------- | ----------------------------------------------------- | ----------------------------------------------------- | ----------------------------------------------------- | ----------------------------------------------------- | ----------------------------------------------------- | ----------------------------------------------------- | ----------------------------------------------------- | ----------------------------------------------------- | ----------------------------------------------------- | ----------------------------------------------------- |
| Temp. máx. abs. (°C)                                  | 39.5                                                  | 39.5                                                  | 41.0                                                  | 42.0                                                  | 43.0                                                  | 44.5                                                  | 42.0                                                  | 43.5                                                  | 40.0                                                  | 41.0                                                  | 40.0                                                  | 40.0                                                  | 44.5                                                  |
| Temp. máx. media (°C)                                 | 33.0                                                  | 33.5                                                  | 34.6                                                  | 35.7                                                  | 36.2                                                  | 34.8                                                  | 35..3                                                 | 35.5                                                  | 34.5                                                  | 34.4                                                  | 34.0                                                  | 33.2                                                  | 34.6                                                  |
| Temp. media (°C)                                      | 26.5                                                  | 26.8                                                  | 27.9                                                  | 29.2                                                  | 30.0                                                  | 29.0                                                  | 29.4                                                  | 29.6                                                  | 28.7                                                  | 28.5                                                  | 27.9                                                  | 27.0                                                  | 28.4                                                  |
| Temp. mín. media (°C)                                 | 20.0                                                  | 20.0                                                  | 21.3                                                  | 22.7                                                  | 23.7                                                  | 22.2                                                  | 23.5                                                  | 23.7                                                  | 22.9                                                  | 22.7                                                  | 21.9                                                  | 20.8                                                  | 22.2                                                  |
| Temp. mín. abs. (°C)                                  | 11.0                                                  | 11.0                                                  | 13.0                                                  | 13.4                                                  | 14.0                                                  | 12.0                                                  | 16.0                                                  | 15.0                                                  | 14.5                                                  | 15.0                                                  | 14.0                                                  | 11.5                                                  | 11.0                                                  |
| Precipitación total (mm)                              | 2.9                                                   | 3.2                                                   | 3.5                                                   | 2.9                                                   | 42.3                                                  | 230.6                                                 | 153.2                                                 | 161.7                                                 | 195.9                                                 | 62.2                                                  | 23.4                                                  | 2.9                                                   | 884.7                                                 |
| Días de precipitaciones (≥ )                          | 0.4                                                   | 0.6                                                   | 0.5                                                   | 0.4                                                   | 2.9                                                   | 11.2                                                  | 8.4                                                   | 8.4                                                   | 9.6                                                   | 3.6                                                   | 0.8                                                   | 0.4                                                   | 47.2                                                  |
| Fuente: Servicio Meteorológico Nacional               |                                                       |                                                       |                                                       |                                                       |                                                       |                                                       |                                                       |                                                       |                                                       |                                                       |                                                       |                                                       |                                                       |

## Cultura
Tehuantepec ha sido un centro cultural referente para artistas, fotógrafos y forasteros a nivel mundial. Durante el siglo XIX y el siglo XX diversos artistas se interesaron en Tehuantepec por su iconografía de la identidad mexicana representada en la mujer tehuana dentro del proyecto nacionalista promovido por el filósofo y político mexicano José Vasconcelos. 

### Primeras representaciones
En el siglo XIX los cronistas más representativos en describir la cultura istmeña fueron los franceses Mathieu de Fossey y Charles Etienne Brasseur; el primero muestra en su libro Le mexique (1857) un Tehuantepec dentro del contexto geopolítico que abarca las primeras negociaciones por intentar construir el canal interoceánico en la región del Istmo; el segundo, en su libro Viaje por el Istmo de Tehuantepec (1859) relata la fascinación por la mujer tehuana que ayudaría a forjar la imagen de las mujeres del istmo como seres excepcionales.

### Plástica y gráfica
Durante el siglo XX la explosión de la pintura en torno a la mujer tehuana se vio reflejada en la tradición muralísitica mexicana, especialmente, a través de Diego Rivera y de Jean Charlot, su ayudante en la creación de los murales de la Secretaría de Educación Pública, en los que aparecen varias mujeres tehuanas.   
Así mismo, la representación plástica y gráfica de las tradiciones y costumbres tehuanas se tradujo en obras de artistas como Claudio Linati, Miguel Covarrubias, Rosa Rolanda, Saturnino Herrán, Ángel Zárraga, Frida Kahlo, Roberto Montenegro, Adolfo Best Maugard, Rufino Tamayo, Oswaldo Barra, José Parres Arias, Alfonso X. Peña, Olga Costa, María Izquierdo, Ángel Zamarripa y Germán Cueto.
En la actualidad el atractivo por Tehuantepec se ha visto reflejado en la obra del artista contemporáneo Octavio Márquez (OM).

### Literatura
En la literatura el parisino André Pieyre de Mandiargues representó la celebración de las fiestas titulares en su publicación La noche de Tehuantepec. El poeta chileno Pablo Neruda, a su vez, en su paso por el Istmo de Tehuantepec dejó registrada su impresión en su biografía Confieso que he vivido. Actualmente los escritores mexicanos Ingrid Solana y Pável Granados han hecho un registro contemporáneo de Tehuantepec a través de las letras.

### Cine
La cinematografía es otra de las artes que registraron Tehuantepec a principios del siglo XX. La obra más representativa es del cineasta ruso Serguei Eisenstein quien en su filme ¡Que viva México! (1932) dentro del capítulo Sandunga muestra la tradición peculiar de una boda indígena.

### Fotografía
Tehuantepec tiene distintos fotógrafos nacionales e internacionales entre ellos  Lorenzo Becerril, Luis Lupone, Oscar Necoechea y Alex Webb.

## Tradición
La lengua zapoteca (didxhazaá), así como la vestimenta típica de la mujer zapoteca del Istmo se consideran como las más importantes de las tradiciones en Tehuantepec; las que, debido a la globalización, por desgracia, se pierden día con día a pesar de los esfuerzos por preservarlos y difundirlos. El zapoteco que se habla en Tehuantepec, así como en la Villa de San Blas Atempa, Juchitán, Ixtepec, Espinal y en todo el Istmo, es denominado como Zapoteco tehuano.
La vestimenta, por el contrario, se mantiene fuerte frente a otras tendencias. El traje de la mujer tehuana se diferencia de otros pueblos por sus flores que van de medianas a grandes, cuello del huipil en "U" y olan alto almidonado. El precio del traje de gala puede llegar a costar hasta 15.000 pesos cuando es bordado, sin contar los accesorios, como cadenas, anillos, engarzados, pulseras, ahogadores, trenzas, guías de flores, refajos, enaguas cortas, etc.; llegando a costar el ajuar completo hasta 60.000 pesos o más. Un gran número de mujeres en Tehuantepec se sigue vistiendo de la manera tradicional, particularmente en el barrio de Santa Cruz Tagolaba, uno de los más tradicionales. La ropa de la mujer tehuana tiene gran variedad: las hay de diario, de media gala y de gala, así como el de luto en sus diferentes etapas (reciente, de nueve días, cuarenta días y al cabo del año).
Una de las más importantes muestras culturales de este municipio es sin duda alguna el Guendaliza'a, que significa "la familia" o pertenencia o parentesco; esta celebración se lleva a cabo en las márgenes del río Tehuantepec el 22 de marzo, en conmemoración de la rebelión indígena de 1660. Durante una semana completa se realizan eventos culturales como exposiciones fotográficas, encuentros de bandas de música, calendas étnicas, entre otras actividades. Bajo el eslogan de "Encuentro de Etnias", y más recientemente denominado "Encuentro Mesoamericano de la Danza", el Guendaliza'a reúne a las etnias que habitan la región del Istmo, como zapotecos, mixes, zoques, chontales, huaves, entre otros muchos más, mostrando sus danzas tradicionales de tipo ceremonial y prehispánico. Asimismo se han sumado a este evento invitados especiales de otras comunidades como Huautla de Jiménez, Zaachila, Chiapas, Yucatán y Guatemala. Por ello el interés de conjuntar a las seis etnias del Istmo de Tehuantepec: zapotecas, huaves, mixes, mixtecos, chontales y zoques; y tener de invitados a otros grupos del estado de Oaxaca, de la República Mexicana y de otros países, hasta donde abarcó la gran región mesoamericana, en un encuentro festivo dentro del marco de la Rebelión Indígena de Tehuantepec del 22 de marzo de 1660, en el que juntos se adelantaron ciento cincuenta años al grito de Dolores, Guanajuato, de 1810. 
Santo Domingo Tehuantepec es un pueblo que, por ser antiguo, tiene costumbres y tradiciones muy arraigadas en sus habitantes. Una característica particular son las más de 16 iglesias de sus principales barrios que existen desde la época colonial, por lo cual existen muchas celebraciones en honor al santo patrono de cada barrio. Sin embargo, en Tehuantepec existe una celebración llamada "Fiesta Titular" que se celebra antes del inicio de la Semana Santa, generalmente entre los meses de enero y febrero; cabe aclarar que actualmente solo se celebra en los barrios ribereños, en esta fiesta, a diferencia de los demás pueblos zapotecas del Istmo, no se celebra a santo alguno, sino al pueblo como tal, es decir una celebración pagana llena de ritos ancestrales que han quedado del pasado prehispánico.
La Semana Santa es una de las celebraciones más místicas de Tehuantepec, comienza, como en la mayoría de los pueblos, el miércoles de ceniza, donde a partir de ese día se inicia la abstinencia del consumo de carnes rojas y el consumo de pescado; asimismo comienzan los viernes de cuaresma que son celebraciones instituidas por la iglesia católica, así que cada templo celebrará un viernes hasta llegar a la Semana Santa.

## Atractivos turísticos
Santo Domingo Tehuantepec fue la segunda ciudad colonial más importante, solo después de la capital de estado, Oaxaca de Juárez, por lo cual cuenta con construcciones de esta época, entre ellos el convento de la orden dominica y el templo de Santo Domingo, en el cual está funcionando La Casa de la Cultura, además de los templos de la Natividad Excelsa, San Juan, San Sebastián, San Jerónimo, Asunción de María y Santa Elena de la Cruz, entre muchos otros; además se encuentran el palacio municipal, la casa de Juana C. Romero y el obispado, así como sus parques de estilo porfirista. De igual manera cuenta con las ruinas arqueológicas de Guiengola, donde se protagonizó de una de las más grandes batallas libradas por los zapotecas de Tehuantepec y sus aliados mixtecos en contra de los mexicas o aztecas, a los que derrotaron en la batalla.

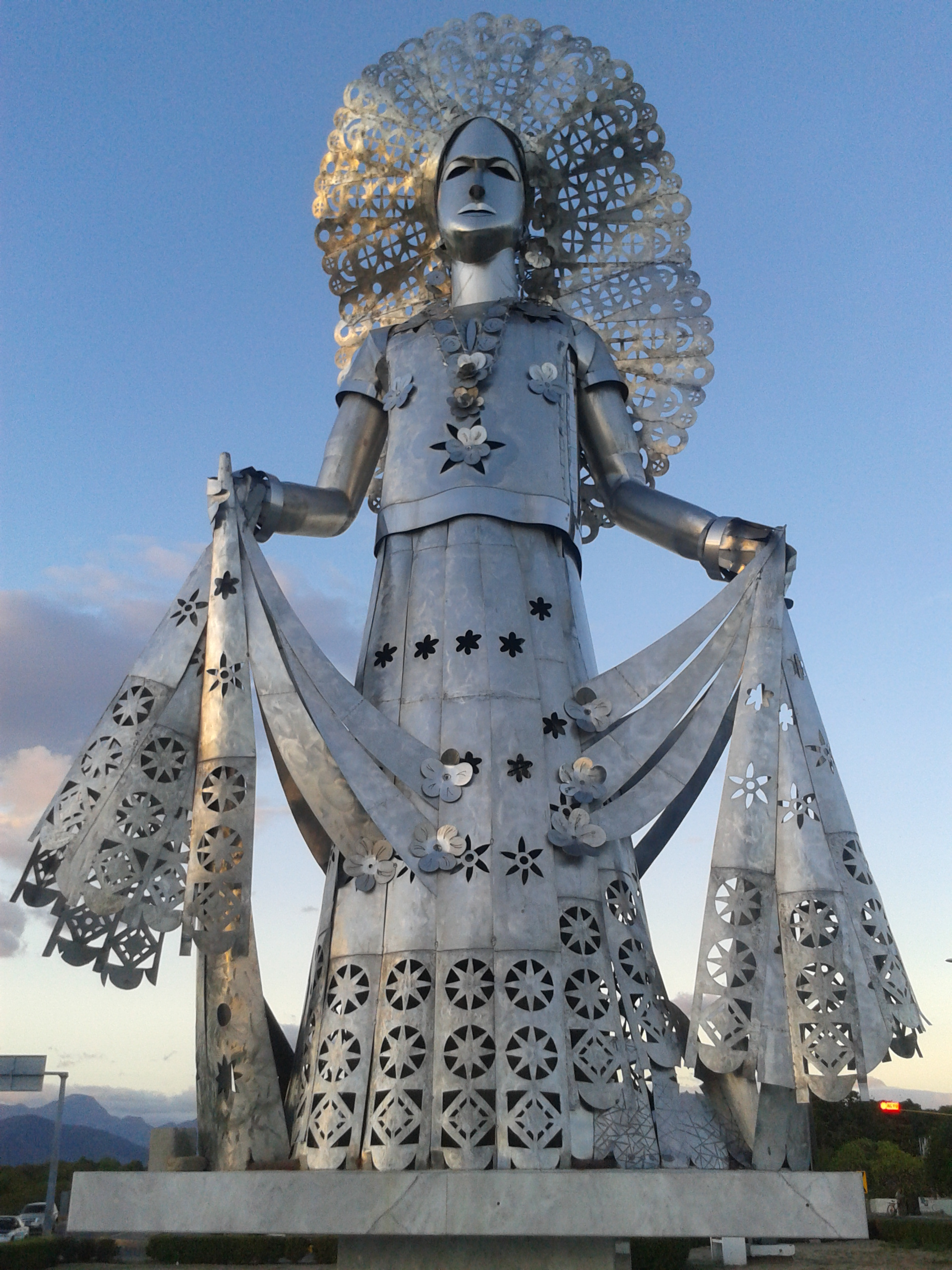
Mujer Tehuana forjada en acero

La “tehuana de acero” escultura metálica realizada en acero inoxidable conformada por tres secciones, una altura de siete metros, misma que puede ser observada desde el 15 de octubre de 2008 fecha de su develación, ubicada en la carretera de Santo Domingo Tehuantepec, esta gran escultura representa a la mujer tehuana y conmemora los 185 años de formación de la provincia del Istmo la cual fue decretada en el acuerdo del año 1823. Escultura realizada por Artista mexicano maestro Miguel Hernández Urban como homenaje a la mujer tehuana en la cual se logra plasmar las características de la vestimenta típica de la región como lo son la rabona, olanes y el huipil, en este caso propios del traje de novia de la región. Proyectando de esta forma la tradición y la cultura del pueblo tehuano.

## Música
Su música es muy conocida, debido al mestizaje que hizo posible el "son tehuano", que es una fusión de la música española y la indígena zapoteca de Tehuantepec: La Sandunga, La Llorona, La Micaela, La Petenera, Behuashiñá, Bizuriqui, Tanguyú, Fandango Tehuano, Jarabe Tehuano, El Carbonero, El Chinito, El son del pescado, etc.; son melodías que articulan el alma del Istmo tehuano. Además, en esta ciudad, se conserva la música prehispánica zapoteca (pitu y caja): Berelele, Bioxo, Lulá, Carreta guie', Beedxe y el ancestral Cutinti que se canta en las fiestas denominada Xhibeu, el cual anuncia el inicio de la fiesta en los barrios y que antiguamente se cantaba al inicio del nuevo año zapoteca, por lo que su canto anuncia calamidades sobre el fin del mundo, que son muestra de la conservación de esta música que se ha irradiado a los demás pueblos del Istmo como lo son Juchitán, Ixtepec y Espinal, entre otros.

## Presidentes municipales
| Nombre                             | Periodo     | Partido |
| ---------------------------------- | ----------- | ------- |
| Francisco García Grajeda           | 1978 - 1980 |         |
| Pedro Guzmán Gallegos              | 1981 - 1983 |         |
| Rafael Vichido Toledo              | 1984 - 1986 |         |
| Héctor Anuar Mafud Mafud           | 1987        |         |
| Amadeo Mendoza                     | 1987 - 1989 |         |
| Raúl Gutiérrez Santos              | 1990 - 1992 |         |
| Venustiano Gutiérrez Reyna         | 1993 - 1995 |         |
| Armando López Álvarez              | 1996 - 1998 |         |
| Felipe Orozco Rodas                | 1999 - 2001 |         |
| Martín de Jesús Vásquez Villanueva | 2002 - 2004 |         |
| José Enrique Ojendis Garfias       | 2005 - 2007 |         |
| José Luis Hidalgo Dichi            | 2007        |         |
| Diego Santos Díaz                  | 2008 - 2010 |         |
| José Luis Villalobos Villalobos    | 2011 - 2013 |         |
| Donovan Rito García                | 2014 - 2016 |         |
| Yesenia Nolasco Ramírez            | 2017 - 2018 |         |
| Vilma Martínez Cortés              | 2019 - 2021 |         |
| Vilma Martínez Cortés              | 2022 - 2024 |         |
| Ana Cecilia Pérez Velásquez        | 2025 - 2027 |         |